# Валлийская литература
Валли́йская литерату́ра — литература, написанная на валлийском языке.

## История
Литература на валлийском языке зародилась довольно рано (вероятно, к V—VI веку), причём не только в Уэльсе, но и на юге Шотландии, населённом тогда бриттами. Самые ранние памятники: поэзия Анейрина, Талиесина, Лливарха Старого (валл. Cynfeirdd 'первые поэты'), сохранившаяся в средневаллийской записи. Кроме того, о существовании поэзии в Уэльсе свидетельствует небольшое стихотворение «к посоху св. Падарна», относящееся непосредственно к древневаллийскому периоду. Из памятников на латыни можно отметить «О погибели Британии» Гильды Премудрого, а также многочисленные жития.
Расцвет валлийской литературы приходится на XI—XII века: именно тогда, вероятно, были записаны повести цикла «Мабиногион», аутентичные стихотворения Анейрина и Талиесина, зарождается (отчасти по влиянием гальфридовской традиции) артуровский цикл, появляются более поздние традиции, вязанные с именами древних бардов (тех же Анейрина и Талиесина). Вероятно, мифологический эпос и сказания о национальных героях, таких как Кадваладр, Артур, Тристан и др., существовали и раньше и были общебриттскими. Вероятно, через Бретань (в частности, через лэ Марии Французской) они попали на континент и повлияли на создание тамошнего артуровского цикла. После прихода норманнов в Британию они «вернулись» в Уэльс и повлияли на развитие этих традиций там. Кроме того, в средневаллийский период создано множество переводов и переложений произведений, написанных по-французски и на латыни.
Один из древнейших памятников валлийской прозы — «Законы Хивела Доброго», — восходит к X веку. С XI по XIII век, под сильным англо-нормандским влиянием, наблюдается расцвет поэзии, особенно на севере Уэльса; наиболее прославленные барды этой эпохи (валл. Gogynfeirdd 'поэты после первых'): Мейлир (ум. 1160), его сын Гвалхмай, Кинделу и др. Вырабатываются крайне сложная метрическая система и витиеватый стиль поэзии бардов, удержавшиеся отчасти до сих пор. Подчинение Уэльса Англии (1288) было скорее благоприятно для местной поэзии, центр которой переносится на юг, и XIV—XV века считаются её «золотым веком». Героические и боевые песни сменяются пасторальной и любовной поэзией (валл. Beirdd yr Uchelwyr 'поэты благородных'), виднейшим мастером которой является Давид ап Гвилим (ум. 1368), прозванный «валлийским Петраркой».
Очень культивируется во все времена популярная сатирическая поэзия. Зато проза этого периода весьма скудна и носит сплошь религиозный характер, за исключением «Триад» — мнемонических формул для запоминания национальных преданий и правил народной мудрости, восходящих ещё к первому тысячелетию). Воцарение в Англии династии Тюдоров (1485), открывшее доступ валлийской знати ко двору и высшим должностям, имело последствием ослабление валлийской литературы, и в XVI веке она переживает упадок; новым видом творчества являются здесь лишь интерлюдии и другие драматические жанры. С другой стороны, появляется перевод Библии Уильяма Моргана, закрепивший нормы литературного языка.
В XVII веке развивается художественная проза, важнейшие памятники которой — аллегорическая «Книга трёх птиц» (1653) Моргана Луйда и «Видение спящего барда» (1703) Эллиса Уинна — вольное подражание «Снам» Кеведо. Но с XVII по XIX века поэзия (по преимуществу религиозная) полна риторики и отражает борьбу разных формальных школ, главным образом — традиционалистов и умеренных новаторов. Крупнейшими фигурами здесь являются: строгий классик Горонуи Оуэн (ум. 1769), полународный поэт Томас Эдвардс, прозванный Тум о’р Нант (ум. 1810), «национальный валлийский поэт», чрезвычайно популярный Уильям Пантикелин (ум. 1791).
Начало XIX века ознаменовано расцветом изучения родной старины и языка, в чём важную роль сыграл поэт и антиквар Иоло Моргануг (хотя его труды были в основном мистификациями). С 1830-х годов Валлийская литература подпадает под сильное влияние английской и приближается по своим формам и темам к общеевропейской. Первым образцом нового психологического романа является здесь «Бард или валлийский отшельник» (1830) Э. Джонса (Гвилима Каурдава). Развивается также бытовой роман. Гуинет Воган описывает религиозное движение 1859, Даниэл Оуэн — быт духовенства, Ллевелин Уильямс — жизнь крестьян, школьников и т. п. В поэзии, где провозвестницей новых идей явилась Энн Гриффитс (ум. 1805), особенно выделились Эбенезер Томас, тонкий лирик Джон Блэкуэлл и поэт крестьянской жизни Кейрног. По изучению богатого валлийского фольклора особенно ценны труды Джона Риса (Rhŷs) и Бринмора Джонса.
В XX веке расцветает англо-валлийская литература, наиболее ярким представителем которой является Дилан Томас; валлийская литература обращается к современности, в ней особенно сильно реалистическое направление (Ислуйн Фоук Эллис, Сондерс Льюис, Карадог Причард). Сохраняется и древняя поэтическая традиция, что поддерживается регулярным проведением культурных фестивалей-эйстетводов; ярким её представителем считается Хед Вин (Эллис Хамфри Эванс). Ещё один из ведущих поэтов Уэльса XX века — Дэнни Абс, в творчестве которого, по мнению Британского фонда поэзии, прослеживается влияние Филипа Ларкина и военная тематика Эдварда Томаса. При этом литературоведы относят больший успех современных валлийских поэтов и прозаиков к использованию ими в творчестве английского языка.

## Переводы
- Из ранней валлийской поэзии. СПб.: Наука, 2012. 368 с. (Серия: Литературные памятники). ISBN 978-5-02-038284-8